# Burt Reynolds
Pour les articles homonymes, voir Reynolds.
Burt Reynolds est un acteur, producteur de cinéma et cascadeur américain, né le 11 février 1936 à Lansing (Michigan) et mort le 6 septembre 2018 à Jupiter (Floride). Icône de la culture populaire américaine des années 1970, il s'est fait connaître à la télévision avec des séries telles que Gunsmoke (1962-1965), Hawk, l'oiseau de nuit (1966), et Dan August (1970-1971). Il a tenu des premiers rôles dans des films tels que Navajo Joe (1966) et Les Cent Fusils (1969), mais celui qui a le plus marqué sa carrière est celui de Lewis Medlock dans Délivrance (1972).
Reynolds joue un rôle de premier plan dans un certain nombre de succès ultérieurs au box-office, tels que Les Bootleggers (1973), Plein la gueule (1974), Cours après moi shérif (1977) (qui a lancé une franchise), Les Faux-durs (1977), Suicidez-moi docteur (1978), La Fureur du danger (1978), Merci d'avoir été ma femme (1979), Tu fais pas le poids, shérif ! (1980), L'Équipée du Cannonball (1981), L'Anti-gang (1981), La Cage aux poules (1982), et Cannonball 2 (1984), dont il en réalise plusieurs,. Il est nommé deux fois au Golden Globe du meilleur acteur dans un film musical ou une comédie.
Reynolds est élu star mondiale du box-office de 1978 à 1982 dans le Top Ten Money Making Stars Poll (en), un record qu'il partage avec Bing Crosby. Après un certain nombre d'échecs au box-office, il revient à la télévision, jouant dans la sitcom Evening Shade (en) (1990-1994) qui lui vaut un Golden Globe et le Primetime Emmy Award du meilleur acteur dans une série télévisée comique. Son interprétation de Jack Horner, pornographe aux idées nobles, dans Boogie Nights (1997) de Paul Thomas Anderson lui vaut un retour de l'attention des critiques, il remporte le Golden Globe du meilleur acteur dans un second rôle, et est nommé à l'Oscar du meilleur acteur dans un second rôle et au BAFTA du meilleur acteur dans un second rôle,,.

## Biographie

### Famille
Burt Réynolds naît sous le nom d'état civil de « Burton Leon Reynolds, Jr. », de Douglas Burton Reynolds, d'ascendance cherokee et irlandaise, et de Fern Miller,
Burt Reynolds a passé une partie de son enfance à Lansing dans le Michigan jusqu'à l'incorporation de son père dans l'US Army. Reynolds a souvent prétendu être né à Waycross en Géorgie, mais il confirme en 2015 qu'il est né à Lansing, au Michigan.
Accompagné de sa mère et de sa sœur, il part vivre à Fort Leonard Wood, où il reste deux ans jusqu'au départ du père vers l'Europe. En 1946, après un bref retour à Lansing, la famille s'installe à Riviera Beach en Floride où son père deviendra chef de la police.
Passionné de football américain, lors de sa deuxième année au Collège à Palm Beach High School, il intègre l'équipe junior de Floride et reçoit de nombreuses offres de bourses. Son diplôme en poche, il rentre à l'université d'État de Floride grâce à une bourse d'études destinée au sport.
Espérant devenir footballeur professionnel, il se blesse lors du premier match de la saison, blessure aggravée un an plus tard par un accident de voiture. Il décide alors de devenir policier mais son père lui suggère plutôt de finir ses études afin de devenir agent de probation.
Il s'inscrit au Collège de Palm Beach où il suit notamment les cours de Watson B. Duncan III (en) qui décèle en lui un talent d'acteur. Il lui donne à jouer un rôle dans Outward Bound, pièce dans laquelle son interprétation lui vaut une récompense en 1956.
Quelques années plus tard, il déclare que Duncan a été la personne la plus influente de sa vie.
Burt Reynolds est également membre de la fraternité Phi Delta Theta de Floride.

### Carrière

#### Débuts
Le prix d'interprétation reçu pour Outward Bound inclut également une bourse afin d'intégrer une troupe de théâtre, « Le Parc Hyde Playhouse » à New York, pour l'été. Bien qu'on lui propose des rôles plus mûrs, Burt Reynolds n'envisage pas une carrière artistique, et ce malgré de bonnes critiques dans la pièce Thé et Sympathie de Robert Anderson au Neighborhood Playhouse à New York. Il part cependant en tournée où ses talents de conducteur de bus sont autant appréciés que ses talents d'acteur.
Après la tournée, Burt Reynolds revient à New York où il intègre une école de théâtre en compagnie de Franck Gifford, Carol Lawrence, Red Buttons et Jan Murray. Après une prestation médiocre et bâclée, il envisage brièvement un retour en Floride. Cependant il réussit à obtenir un rôle dans Mister Roberts avec Charlton Heston. Malgré les conseils de Joshua Logan qui lui soumet l'idée de se rendre à Hollywood, il refuse, ne se sentant pas assez prêt et en confiance.

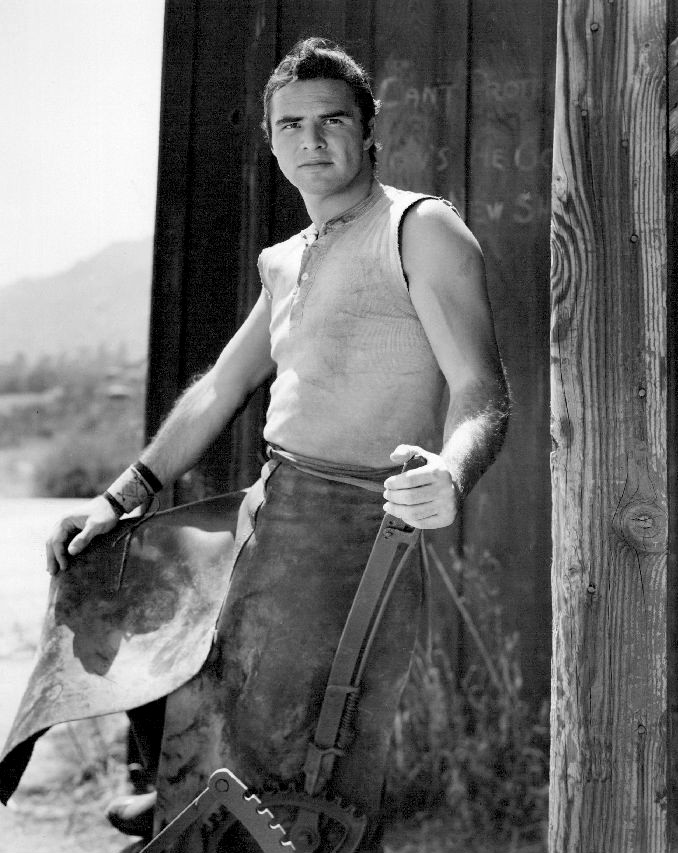
Burt Reynolds dans Gunsmoke en 1962

En attendant une opportunité, Burt Reynolds accepte des petits boulots (serveur, chauffeur/livreur, videur au Roseland Ballroom). Alors qu'il est docker, on lui propose 150 $ pour se jeter dans une fenêtre en verre en direct dans une émission de télévision.
Il fait ses débuts à Broadway dans Look, We've Come Through. En 1959/1961, il apparaît dans la série Riverboat sur NBC avec Darren McGavin. En 1960/1961, il participe également à la série The Blue Angels. Cette même année, il est invité en guest star dans un épisode des Frères Brannagan. Il continue à apparaître dans de nombreuses autres séries télévisées dont un rôle d'indien dans Gunsmoke de 1962 à 1965.

#### Succès
En 1961, il tourne son premier film, Angel Baby (en). Sur les conseils de Clint Eastwood, il quitte le système hollywoodien et se dirige vers des premiers rôles dans des films à petits budgets communément appelés Western spaghettis dont Navajo Joe (1966) et Les 100 Fusils (1969). Il doit à ces prestations de devenir rentable, ce qui lui vaut des rôles principaux dans des films à gros budgets. Mais c'est à Delivrance de John Boorman en 1972 qu'il doit sa notoriété et ce film préfigure la suite de sa carrière. Il se spécialise dès lors dans des rôles d'homme fort, renouant avec ses premières amours, comme le football américain, dans Plein la gueule (1974) de Robert Aldrich, qui lui vaut un Grammy Award. Le sport automobile, dont il interprète deux personnages récurrents dans Cours après moi Shériff (1977) et L'Équipée du Cannonball (1981).
En 1973, il sort l'album Ask Me What I Am (en). Il a aussi chanté en duo avec Dolly Parton dans The Best Little Whorehouse in Texas.
En 1975, il fonde la Roburt Company et se lance dans la réalisation de Gator (1976). La même année, il pose nu dans le magazine Cosmopolitan du mois d'avril (vol. 172, no 4).
Burt Reynolds apparaît également dans une émission consacrée à la pêche et à la chasse, The American Sporstman, présentée par Grits Gresham (1922-2008) dont le concept est d'emmener des célébrités autour du monde.
Le 15 mars 1978, il obtient son étoile sur le Hollywood Walk of Fame et dans la même année fait construire un café théâtre à Jupiter en Floride. Sa notoriété lui permet de faire venir des célébrités et ses shows se jouent à guichet fermé. Il le vend en 1990 et le lieu devient un musée consacré à sa carrière.

#### Ses refus de rôle
Plusieurs rôles ont été refusés par Burt Reynolds :
- il affirme à la presse qu'Albert Broccoli lui a proposé le rôle de James Bond après le départ de Sean Connery, mais qu'il a refusé en déclarant : « Un Américain ne peut pas jouer James Bond » ; c'est finalement le Britannique Roger Moore qui est choisi ;

- de même, il refuse le rôle de Han Solo pour le premier Star Wars, dont il trouvait le scénario « enfantin » ;
- dans Pretty Woman, il refuse le rôle d'Edward Lewis, le milliardaire qui tombe amoureux de la prostituée jouée par Julia Roberts en 1990.

#### Superstar

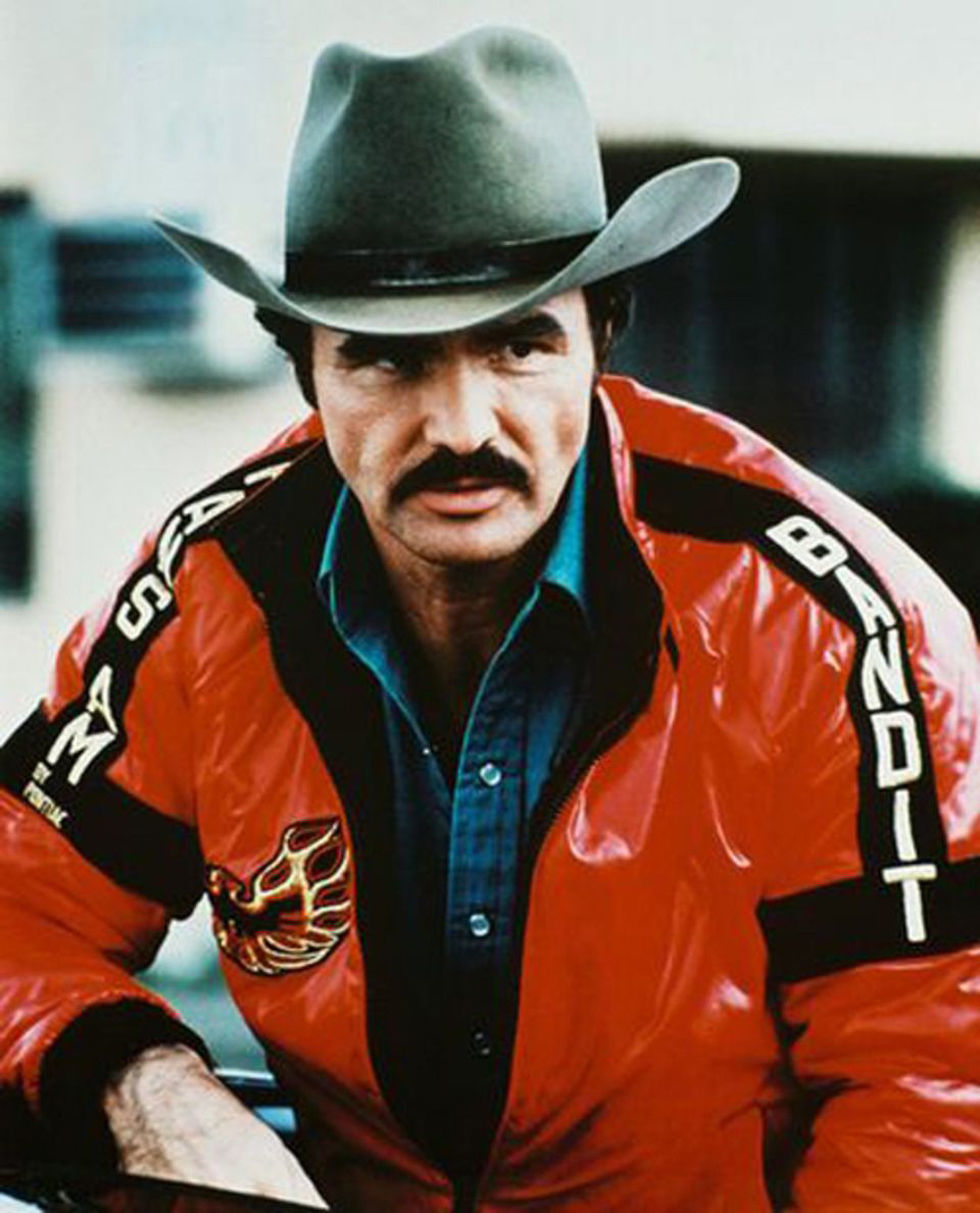
Burt Reynolds dans Tu fais pas le poids, shérif ! en 1980.

Si la carrière de Reynolds ne s'est pas maintenue aux mêmes hauteurs que celle de Clint Eastwood, dont l'image était proche de la sienne à leurs débuts, ce n'est pas forcément la faute de ses choix commerciaux, qui lui font préférer les films d'action virile mâtinés de comédie, dirigés par Robert Aldrich, Hal Needham ou lui-même, qui lui permettent de collectionner les partenaires les plus séduisantes : Angie Dickinson, Raquel Welch, Dyan Cannon, Catherine Deneuve, Lauren Hutton, Sally Field, Jill Clayburgh, Lesley-Anne Down, Farrah Fawcett, Rachel Ward, Candice Bergen, Liza Minnelli, Theresa Russell, Kathleen Turner…
Il aborde en effet fréquemment la comédie, un autre de ses genres de prédilection, romantique ou burlesque (Nickelodeon, Merci d'avoir été ma femme (Starting Over), La Cage aux poules avec Dolly Parton, Best Friends avec Goldie Hawn), revient au western (Le Fantôme de Cat Dancing sur le tournage duquel sa liaison avec Sarah Miles occasionne un fait divers), voire s'essaie à la comédie musicale (Enfin l'amour avec Cybill Shepherd), mais malgré Peter Bogdanovich, Alan J. Pakula, Colin Higgins et Norman Jewison, malgré Woody Allen et Mel Brooks, l'image de dur lui colle à la peau et la star essuie des échecs retentissants lorsqu'il ôte cette étiquette. Cette carrière de séducteur trouve une sorte de couronnement avec L'Homme à femmes de Blake Edwards, où il a pour partenaires Julie Andrews et Kim Basinger.
Régulièrement aussi, Reynolds se confronte à d'autres "durs" et à des légendes de l'écran : Kris Kristofferson dans Les Faux-durs, Gene Hackman, Clint Eastwood dans Haut les flingues !, Vittorio Gassman, David Niven… Malgré Samuel Fuller, John Boorman, Stanley Donen, Don Siegel, Michael Crichton et ses propres réussites, il n'aura manqué à Burt Reynolds que le film de sa vie (autre que Cours après moi shérif et L'Équipée du Cannonball).

#### Télévision
Dans les années 1980, les critiques et le public lui reprochent des rôles de plus en plus répétitifs. Avec son ami Bert Convy, il coproduit Win, Lose or Draw, une émission de télévision sur le concept du Pictionary, à laquelle il participe également.
Pendant la première moitié des années 1990, il est la star de la série comique Evening Shade sur CBS. Burt Reynolds star de cinéma n'abandonnera jamais la télévision où il est apparu dans Alfred Hitchcock présente, Perry Mason, La Quatrième Dimension, Sur la piste du crime, avant d'incarner dans deux séries le policier Dan August et le détective privé Stryker, cette dernière alors même qu'il prête encore sa voix à une autre série, la sitcom Loin de ce monde. Plus tard, il participe à Beverly Hills, Cybill avec sa partenaire de Enfin l'amour vingt ans plus tôt, X-Files et Earl.
Malgré le succès, les finances de Burt Reynolds sont dans le rouge, à cause d'un style de vie extravagant et de mauvais placements, notamment dans une chaîne de restaurants en Floride qui dépose le bilan en 1996.

#### Retour au cinéma
La même année, Burt Reynolds entame un comeback au cinéma dans Striptease dans lequel il donne la réplique à Demi Moore. Le film est cependant un échec au box office. En 1997, sa carrière retrouve un nouveau avec son rôle dans Boogie nights, de Paul Thomas Anderson, dans lequel il interprète un réalisateur de films pornographiques. Sa prestation lui vaut une nomination à l'Oscar du meilleur acteur dans un second rôle. La même année, il apparaît en général Newton dans Bean, le film le plus catastrophe.
En 2001, il tourne également dans Hotel de Mike Figgis.
Ses films suivants ne remportant pas le succès escompté, l'acteur accepte des rôles secondaires sous forme de clins d'œil comme dans Mi-temps au mitard (2005) avec Adam Sandler, un remake de Plein la gueule dont il était la vedette en 1974. Reynolds, icône vivante, incarne de nouveau la même année, sa gloire passée dans Shérif, fais-moi peur, qui évoque irrésistiblement le Cours après moi shérif réalisé trente ans plus tôt.

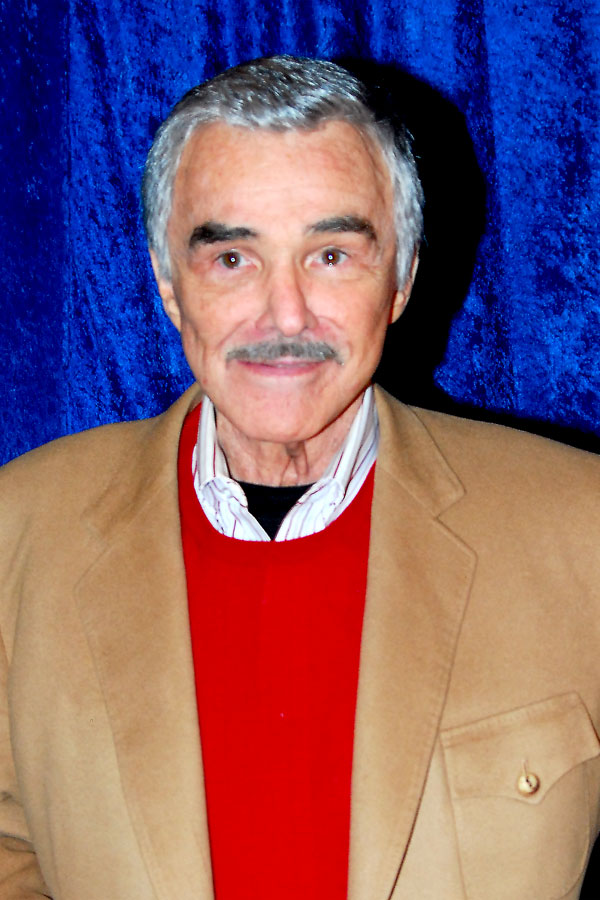
Burt Reynolds en 2011.

Dans cette carrière tardive, Burt Reynolds côtoie encore des durs : Russell Crowe,Tom Berenger, Rod Steiger,  Sylvester Stallone (un de ses héritiers), Jason Statham (un autre de ses héritiers) ; fidèle à sa réputation d'homme à femmes, il séduit Julie Christie, Marthe Keller, Mary Tyler Moore, et retrouve à l'occasion Rachel Ward ou Raquel Welch !  
Le 20 mai 2007, il reçoit un prix récompensant l'ensemble de sa carrière au 7e Taurus World Stunt Awards.

### Vie privée
Au cours de sa vie, Burt Reynolds a eu des relations amoureuses avec Tammy Wynette, Lucie Arnaz, Adrienne Barbeau, Susan Clark, Sally Field, Lorna Luft, Tawny Little, Pam Sceaux, Dinah Shore et Chris Evert. Sa relation avec Dinah Shore dans les années 1970 a attiré l'attention compte tenu du fait qu'elle était de vingt ans son aînée. Reynolds a été marié à l'actrice Judy Carne de 1963 à 1965 et à l'actrice Loni Anderson de 1988 à 1993 avec qui il a adopté un fils, Quinton Anderson Reynolds (né en 1988).

### Business
En 1982, Burt Reynolds est devenu copropriétaire des Tampa Bay Bandits, une équipe professionnelle de football américain dans la USFL, dont le surnom est inspiré du personnage du film Cours après moi shérif. Il fut également copropriétaire d'une écurie automobile de NASCAR.

### Mort
Burt Reynolds meurt le 6 septembre 2018 d'un arrêt cardio-circulatoire dans l'hôpital de Jupiter en Floride,. Il devait participer au tournage de Once Upon a Time… in Hollywood de Quentin Tarantino et tenir le rôle de George Spahn, mais n'a finalement pas pu tourner ses scènes : ce rôle est finalement revenu à l'un de ses amis, Bruce Dern.
Les cendres de Reynolds ont été placés en 2021 dans une tombe du Hollywood Forever Cemetery, à Los Angeles.

## Récompenses
- Emmy Awards 1991 : meilleur acteur pour le rôle de Wood Newton dans Evening Shade ;
- Golden Globes 1992 : meilleur acteur dans une série télévisée musicale ou comique pour le rôle de Wood Newton dans Evening Shade ;
- Golden Globes 1998 : meilleur acteur dans un second rôle pour Jack Horner dans Boogie Nights.

## Filmographie

### Acteur de cinéma
- 1961 : Angel Baby (en) de Paul Wendkos, avec George Hamilton, Mercedes McCambridge et Joan Blondell
- 1961 : L'Espionne des Ardennes (Armored Command) de Byron Haskin, avec Howard Keel, Tina Louise et Warner Anderson
- 1965 : Operation C.I.A. (en) de Christian Nyby, scénario de Bill S. Ballinger (Mark Andrews, agent secret de la CIA, est le premier rôle principal au cinéma de Burt Reynolds)
- 1966 : Navajo Joe, de Sergio Corbucci
- 1966 : Blade Rider, Revenge of the Indian Nations de Harry Harris (en), Vincent McEveety et Allen Reisner
- 1969 : Les Cent Fusils (100 Rifles) de Tom Gries, avec Raquel Welch
- 1969 : Sam Whiskey le dur (Sam Whiskey) d'Arnold Laven, avec Angie Dickinson, Clint Walker et Ossie Davis
- 1969 : Impasse de Richard Benedict, avec Anne Francis
- 1969 : Caine (Shark!) de Samuel Fuller, avec Arthur Kennedy, Silvia Pinal et Barry Sullivan
- 1970 : Skullduggery de Gordon Douglas avec Susan Clark
- 1972 : Les Poulets (Fuzz) de Richard A. Colla
- 1972 : Délivrance (Deliverance) de John Boorman
- 1972 : Tout ce que vous avez toujours voulu savoir sur le sexe sans jamais oser le demander (Everything You Always Wanted to Know About Sex * But Were Afraid to Ask) de Woody Allen
- 1973 : Le Fauve (Shamus) de Buzz Kulik
- 1973 : Les Bootleggers (White Lightning) de Joseph Sargent
- 1973 : Le Fantôme de Cat Dancing (The Man Who Loved Cat Dancing) de Richard C. Sarafian
- 1974 : Plein la gueule (The Longest Yard) de Robert Aldrich
- 1975 : Enfin l'amour (At Long Last Love) de Peter Bogdanovich avec Cybill Shepherd et Madeline Kahn
- 1975 : W.W. and the Dixie Dancekings de John G. Avildsen
- 1975 : La Cité des dangers (Hustle) de Robert Aldrich
- 1975 : Les Aventuriers du Lucky Lady (Lucky Lady) de Stanley Donen : Walker Ellis
- 1976 : La Dernière Folie de Mel Brooks (Silent Movie) de Mel Brooks
- 1976 : Gator de Burt Reynolds avec Lauren Hutton
- 1976 : Nickelodeon de Peter Bogdanovich
- 1977 : Cours après moi shérif (Smokey and the Bandit) de Hal Needham
- 1977 : Les Faux-durs (Semi-Tough) de Michael Ritchie avec Kris Kristofferson et Jill Clayburgh
- 1978 : Suicidez-moi docteur (The End) de Burt Reynolds avec Dom DeLuise, Sally Field, Joanne Woodward, Myrna Loy
- 1978 : La Fureur du danger (Hooper) de Hal Needham avec Jan-Michael Vincent, Sally Field, Brian Keith
- 1979 : Merci d'avoir été ma femme (Starting Over) d'Alan J. Pakula
- 1980 : Le lion sort ses griffes (Rough Cut) de Don Siegel avec Lesley-Anne Down, David Niven
- 1980 : Tu fais pas le poids, shérif! (Smokey and the Bandit II) de Hal Needham
- 1981 : L'Équipée du Cannonball (The Cannonball Run) de Hal Needham
- 1981 : Paternity de David Steinberg avec Beverly D'Angelo
- 1981 : L'Anti-gang (Sharky's Machine) de Burt Reynolds
- 1982 : La Cage aux poules (The Best Little Whorehouse in Texas) de Colin Higgins
- 1982 : Best Friends de Norman Jewison : Richard Babson
- 1983 : L'As de cœur (Stroker Ace) de Hal Needham avec Ned Beatty, Parker Stevenson, Loni Anderson
- 1983 : Smokey and the Bandit Part 3 de Dick Lowry
- 1983 : L'Homme à femmes (The Man Who Loved Women) de Blake Edwards
- 1984 : Cannon Ball 2 (Cannonball Run II) de Hal Needham
- 1984 : Haut les flingues ! (City Heat) de Richard Benjamin
- 1985 : Le Justicier de Miami (Stick) de Burt Reynolds
- 1986 : Uphill All the Way (en) de Frank Q. Dobbs (en) (non crédité)
- 1986 : Banco (Heat) de Richard Richards avec Karen Young, Peter MacNicol
- 1987 : Malone, un tueur en enfer (Malone) d'Harley Cokeliss avec Cliff Robertson, Lauren Hutton
- 1987 : Assistance à femme en danger (Rent-a-Cop) de Jerry London avec Liza Minnelli
- 1988 : Scoop (Switching Channels) de Ted Kotcheff
- 1989 : Preuve à l'appui (en) (Physical Evidence) de Michael Crichton avec Theresa Russell
- 1989 : Breaking In de Bill Forsyth
- 1989 : Charlie (All Dogs Go to Heaven) de Don Bluth et Gary Goldman (animation)
- 1990 : Modern Love (film, 1990) de et avec Robby Benson
- 1993 : Un flic et demi (Cop and ½) d'Henry Winkler
- 1995 : The Maddening (en) de Danny Huston avec Angie Dickinson
- 1996 : Frankenstein and Me de Robert Tinnell (en) avec Louise Fletcher, Ryan Gosling
- 1996 : Un sujet capital (Citizen Ruth) d'Alexander Payne
- 1996 : Striptease d'Andrew Bergman
- 1996 : Mad Dogs (Mad Dog Time) de Larry Bishop
- 1997 : Voici Wally Sparks (en) (Meet Wally Sparks) de Peter Baldwin
- 1997 : Bean (Bean) de Mel Smith
- 1997 : Boogie Nights de Paul Thomas Anderson
- 1997 : Big City Blues (en) de Clive Fleury
- 1998 : Stringer de Klaus Biedermann
- 1999 : Waterproof de Barry Berman
- 1999 : The Hunter's Moon de Richard Weinman avec Keith Carradine
- 1999 : Pups (en) de Ash (en)
- 1999 : Mystery, Alaska de Jay Roach
- 2000 : The Crew de Michael Dinner
- 2000 : The Last Producer de Burt Reynolds avec Sean Astin, Benjamin Bratt, Lauren Holly
- 2001 : Driven de Renny Harlin
- 2001 : Séduction fatale (Tempted) de Bill Bennett
- 2001 : Hotel de Mike Figgis
- 2001 : Braquage à l'américaine (The Hollywood Sign) de Sönke Wortmann avec Tom Berenger et Rod Steiger
- 2001 : Auf Herz und Nieren de Thomas Jahn
- 2002 : Snapshots de Rudolf van den Berg avec Julie Christie
- 2002 : L'Enfant et le Loup (Time of the Wolf) de Rod Pridy avec Marthe Keller, Jason Priestley
- 2003 : The Librarians de Mike Kirton (non crédité)
- 2004 : Jusqu'au cou (Without a Paddle) de Steven Brill
- 2005 : Grilled de Jason Ensler
- 2005 : Mi-temps au mitard (The Longest Yard) de Peter Segal
- 2005 : Shérif, fais-moi peur (The Dukes of Hazzard) de Jay Chandrasekhar
- 2005 : Forget About It de BJ Davis avec Robert Loggia, Charles Durning, Raquel Welch
- 2005 : Legend of Frosty the Snowman (vidéo)
- 2006 : Cloud 9 d'Harry Basil avec Angie Everhart
- 2007 : King Rising, Au nom du roi (In the Name of the King : A Dungeon Siege Tale) d'Uwe Boll
- 2008 : Deal de Gil Cates Jr
- 2009 : A Bunch of Amateurs d'Andy Cadiff
- 2015 : Pocket Listing de Conor Allyn : Ron Glass
- 2015 : Hamlet & Hutch de Jared Young, Matthew Young : Papa Hutch
- 2017 : Apple of My Eye de Castille Landon (en) : Charlie
- 2017 : Miami Love Affair de Ralph Kinnard : Robert
- 2018 : The Last Movie Star d'Adam Rifkin : Vic Edwards
- 2018 : Shadow Fighter de Alyn Darnay : Paddy Grier
- 2018 : Defining Moments de Stephen Wallis : Chester

### Réalisateur de cinéma
- 1976 : Gator (Gator) aussi acteur
- 1978 : Suicidez-moi docteur (The End) aussi acteur
- 1981 : L'Anti-gang (Sharky's Machine) aussi acteur
- 1985 : Le Justicier de Miami (Stick) aussi acteur
- 2000 : The Last Producer (aussi connu sous le nom de The Last Hit) aussi acteur

### Acteur de télévision

#### Séries télévisées
- 1958 : Flight (en) de Jean Yarbrough, saison 1, épisode 21 : Master Sergeant
- 1958 : Flight de Jean Yarbrough, saison 1, épisode 29 : Eye for Victory
- 1959 : M Squad de Frank L. Moss, saison 2, épisode 15 : The Teacher
- 1959 : Schlitz Playhouse of Stars, saison 8, épisode 9 : You Can't Win 'Em All
- 1959 : The Lawless Years (en), saison 1, épisode 8 : The Payoff
- 1959 : Pony Express (en), saison 1, épisode 10 : The Good Samaritan
- 1959 : Riverboat (en) de Tay Garnett, Sidney Lanfield et John Rich, 20 épisodes dans le rôle de Ben Frazer
- 1959 : Playhouse 90 de Franklin J. Schaffner, saison 3, épisode 16 : The Velvet Alley
- 1960 : Playhouse 90 de Robert Stevens, saison 4, épisode 14 : Alas, Babylon
- 1960 : Alfred Hitchcock présente (Alfred Hitchcock Presents), saison 5, épisode 37 : Escape to Sonoita
- 1961 : Les Hommes volants (Ripcord), saison 1, épisode 8 : Crime Jump
- 1961 : Michael shayne (tv serie) : saison 1 épisode 27 (The boat craper) : Jerry Turner
- 1962 : Perry Mason de Jerry Hopper, saison 5, épisode 27 : The Case of the Counterfeit Crank
- 1962-1965 : Gunsmoke, de John Meston (en), 50 épisodes dans le rôle de Quint Asper
- 1963 : La Quatrième Dimension de David Butler, saison 4, épisode 18 : Le Chantre (The Bard)
- 1965 : Le Proscrit (Branded) de Harry Harris, saison 2, épisode 2 : Now Join the Human Race
- 1965 : Flipper le dauphin (Flipper), saison 2, épisode 2 et 3 : Dauphin en poursuite, première et deuxième parties (Dolphin in Pursuit, Part 1 and Part 2)
- 1965 : Twelve O'Clock High de Richard Donner, saison 2, épisode 7 : Show Me a Hero, I'll Show You a Bum
- 1965 : Sur la piste du crime (The F.B.I.) de William A. Graham, saison 1, épisode 11 : All the Streets Are Silent
- 1965 : Twelve O'Clock High de Robert Douglas, saison 2, épisode 13 : The Jones Boys
- 1966 : Hawk, l'oiseau de nuit (Hawk) de Richard Benedict, Tom Donovan, Paul Henreid et Leonard Horn (rôle-titre dans 17 épisodes)
- 1968: Sur la piste du crime (The F.B.I.) de Gene Nelson, saison 3, épisode 15 : Act of Violence
- 1970-1971 : Dan August (rôle-titre)
- 1979 : The Orson Welles Show (en) d'Orson Welles
- 1987-1991 : Loin de ce monde (Out of This World)
- 1989-1990 : Un privé nommé Stryker de William A. Fraker (rôle-titre)
- 1990-1994 : Evening Shade (en) avec Marilu Henner et Charles Durning
- 1993: Beverly Hills
- 1995 : Cybill avec Cybill Sheperd
- 2002 : X-Files, saison 9, épisode Improbable
- 2003 : Ed
- 2006 : Earl (My name is Earl), saison 2, épisode 2
- 2010 : Burn Notice, saison 4, épisode 7
- 2011 : American Dad! (voix)
- 2012 : Archer (voix), saison 3, épisode 4
- 2016 : Hitting the Breaks de Tommy Blaze et David A.R. White : Ron Wilcox

#### Téléfilms
- 1968 : Fade-In (en) de Jud Taylor et Alan Smithee
- 1970 : Double Jeopardy de Ralph Senensky et Virgil W. Vogel
- 1970 : La Chasse infernale (Hunters Are for Killing) de Bernard Girard avec Melvyn Douglas, Suzanne Pleshette
- 1970 : Run, Simon, Run de George McCowan avec Inger Stevens
- 1980 : Dan August (deux téléfilms)
- 1986 : Shattered If Your Kid's On Drugs de Burr Smidt
- 1990 : King of Jazz, de Walter Klenhard (en)
- 1990 : Die Laughing de Burt Reynolds
- 1992 : Burt Reynolds' Conversations with...
- 1993 : Wind in the Wire
- 1993 : La Gloire oubliée (en) (The Man from Left Field) de Burt Reynolds
- 1996 : The Cherokee Kid (en) de Paris Barclay
- 1997 : Raven de Russell Solberg
- 1998 : Universal soldier 2: Frères d'armes (Universal Soldier II: Brothers in Arms) de Jeff Woolnough
- 1998 : Universal soldier 3: Ultime vengeance (Universal Soldier III: Unfinished Business) de Jeff Woolnough (en)
- 1998 : Hard Time de Burt Reynolds
- 1999 : Hard Time: The Premonition de David S. Cass Sr.
- 1999 : Hard Time: Hostage Hotel de Hal Needham
- 2002 : Johnson County War de David S. Cass Sr. avec Tom Berenger, Luke Perry, Rachel Ward
- 2002 : Miss Lettie and Me de Ian Barry avec Mary Tyler Moore
- 2003 : Hard Ground de Frank Q. Dobbs avec Bruce Dern
- 2006 : Complot à la Maison-Blanche (End Game) d'Andy Cheng
- 2011 : Not Another Not Another Movie de David Murphy
- 2011 : Un cœur à l'hameçon (Reel Love) de Brian K. Roberts
- 2014 : Au cœur de la tempête (Category 5) de Rob King : Pops

### Présence dans des jeux vidéo
- 2002 : Grand Theft Auto : Vice City : voix de Avery Carrington
- 2008 : publicité pour You're in the Movies
- 2011 : Saints Row: The Third : son propre rôle (en tant que maire de Steelport)
- 2018 : Family Guy: Quest for Stuff

## Voix françaises
En France, Serge Sauvion est la voix réguillière de Burt Reynolds depuis L'Espionne des Ardennes.
| - Serge Sauvion (*1929 - 2010) dans : - L'Espionne des Ardennes - Délivrance - Plein la gueule - La Cité des dangers - Gator - Cours après moi shérif (1er doublage) - La Fureur du danger - Le lion sort ses griffes - Tu fais pas le poids, shérif ! (1er doublage) - Merci d'avoir été ma femme - Les Meilleurs Amis - Haut les flingues ! - Le Justicier de Miami - Banco - Assistance à femme en danger - Preuve à l'appui - La Gloire oubliée (téléfilm) - Universal Soldier 2 : Frères d'armes (téléfilm) - Universal Soldier 3 : Ultime vengeance (téléfilm) - Marc de Georgi (*1931 - 2003) dans : - Les Cent Fusils - Les Aventuriers du Lucky Lady - Nickelodeon - L'Équipée du Cannonball - Cannonball 2 - Crazy Six - Gérard Rinaldi (*1943 - 2012) dans : - Striptease - Hard Time (téléfilm) - Hard Time: The Premonition (téléfilm) - Hard Time: Hostage Hotel (téléfilm) - Marc Cassot (*1923 - 2016) dans : - Boogie Nights - Driven - Mi-temps au mitard - Shérif, fais-moi peur - Bernard Tiphaine (*1938 - 2021) dans : - Malone, un tueur en enfer - King Rising, au nom du roi - Archer (série d'animation - voix) | - Jean-Claude Michel (*1925 - 1999) dans : - Hawk, l'oiseau de nuit (série télévisée) - Navajo Joe - Jacques Richard (*1931 - 2002) dans : - Tout ce que vous avez toujours voulu savoir sur le sexe sans jamais oser le demander - Les Bootleggers - Georges Aminel (*1922 - 2007) dans : - Le Fauve - Le Fantôme de Cat Dancing - Marc Alfos (*1956 - 2012) dans : - Tu fais pas le poids, shérif ! (2e doublage) - Cours après moi shérif 3 - Yves-Marie Maurin (*1944 - 2009) dans : - Paternity - B.L. Stryker (téléfilm) - Richard Darbois dans : - Charlie (voix) - Mad Dogs - Jean-Pierre Moulin dans : - Stroker Ace - Stringer - José Luccioni (*1949 - 2022) dans : - Séduction fatale - Au cœur de la tempête (téléfilm) et aussi : - Gérard Hernandez dans Sam Whiskey le dur - Denis Savignat (*1937 - 1998) dans Les Poulets - Daniel Gall (*1938 - 2012) dans L'Anti-gang - Yves Rénier (*1942 - 2021) dans La Cage aux poules - Patrice Melennec dans Scoop - Joël Martineau dans Un flic et demi - Mathieu Rivolier dans Burn Notice (série télévisée) - Luc Boulad dans Delgo (voix) - Jérémie Covillault dans Cours après moi shérif (2e doublage) |